# 세베럼
세베럼(severum)은 아마존 원산 시클리드다. 크기는 약 20cm까지 자라는 대형 시클리드이며 번식 방법은 네스트 브리더이다. 열대어로 거래되는 세베럼은 Heros severus가 아니라 Heros efasciatus인 경우가 많으며, 두 종 사이에 교잡은 가능하지만 번식 습성이 달라서 가능할 것 같지 않는다.

## 사진

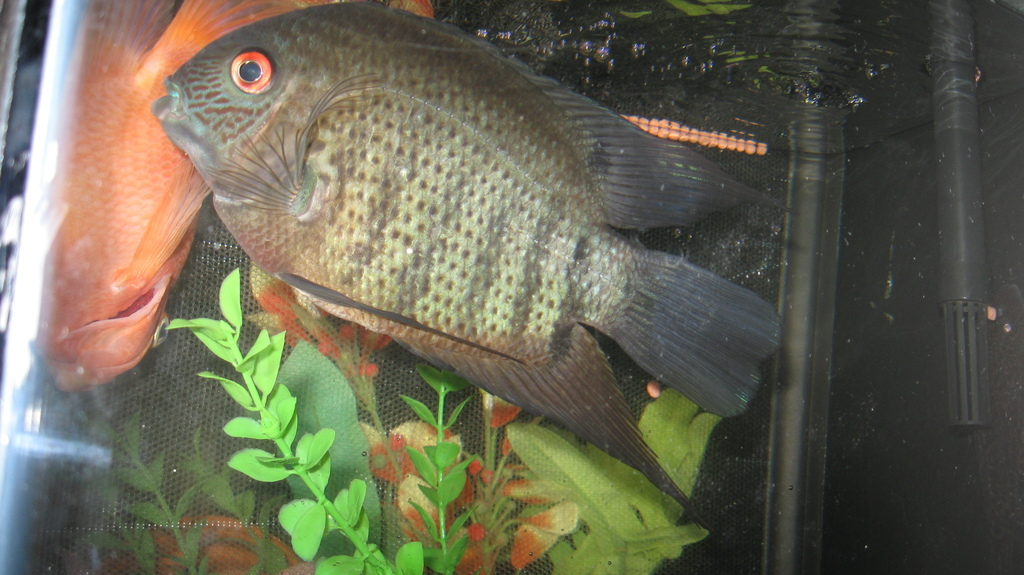
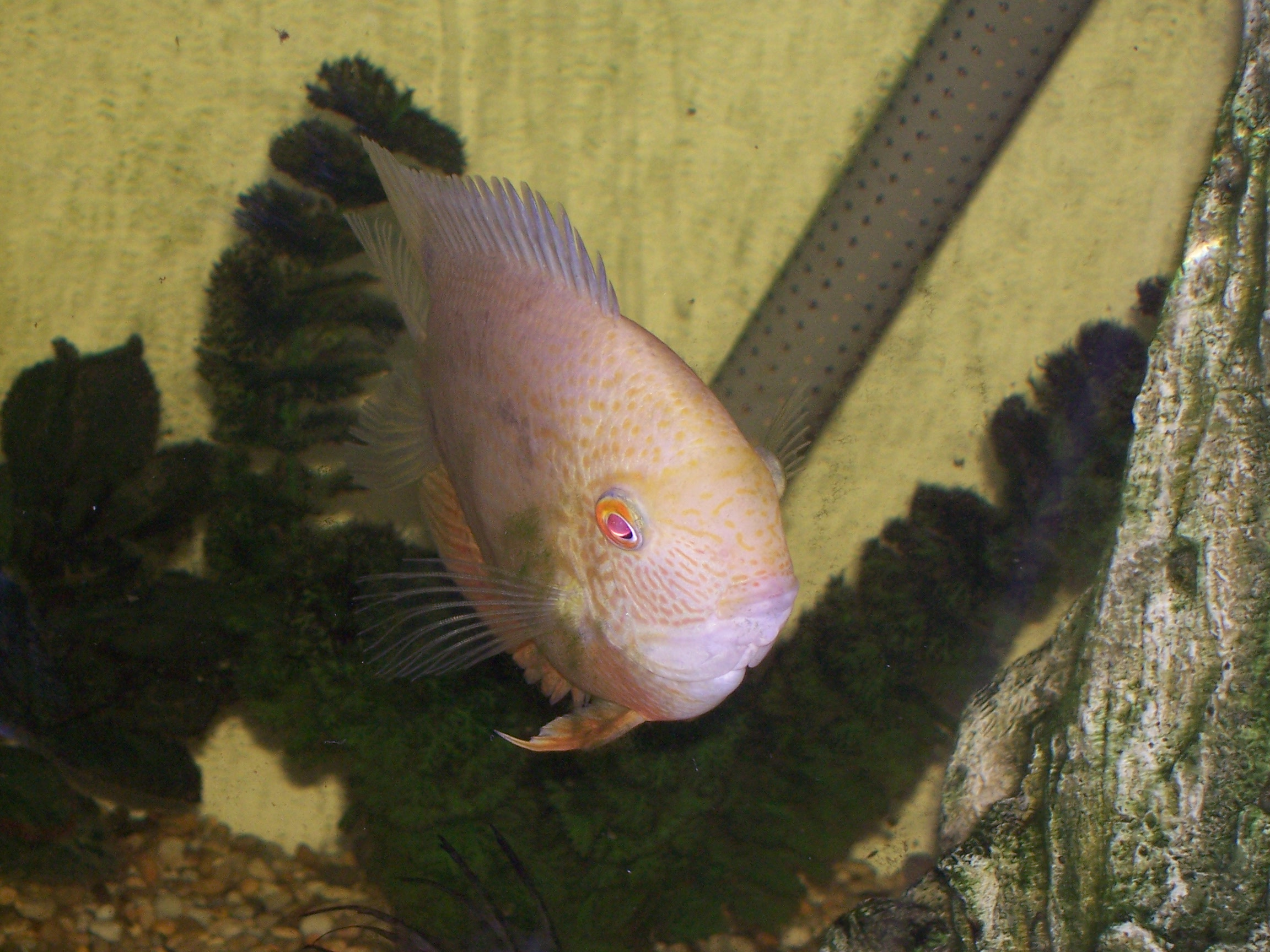
골든 세베럼. 애완용으로 가장 찾아보기 흔한 개량종이다.
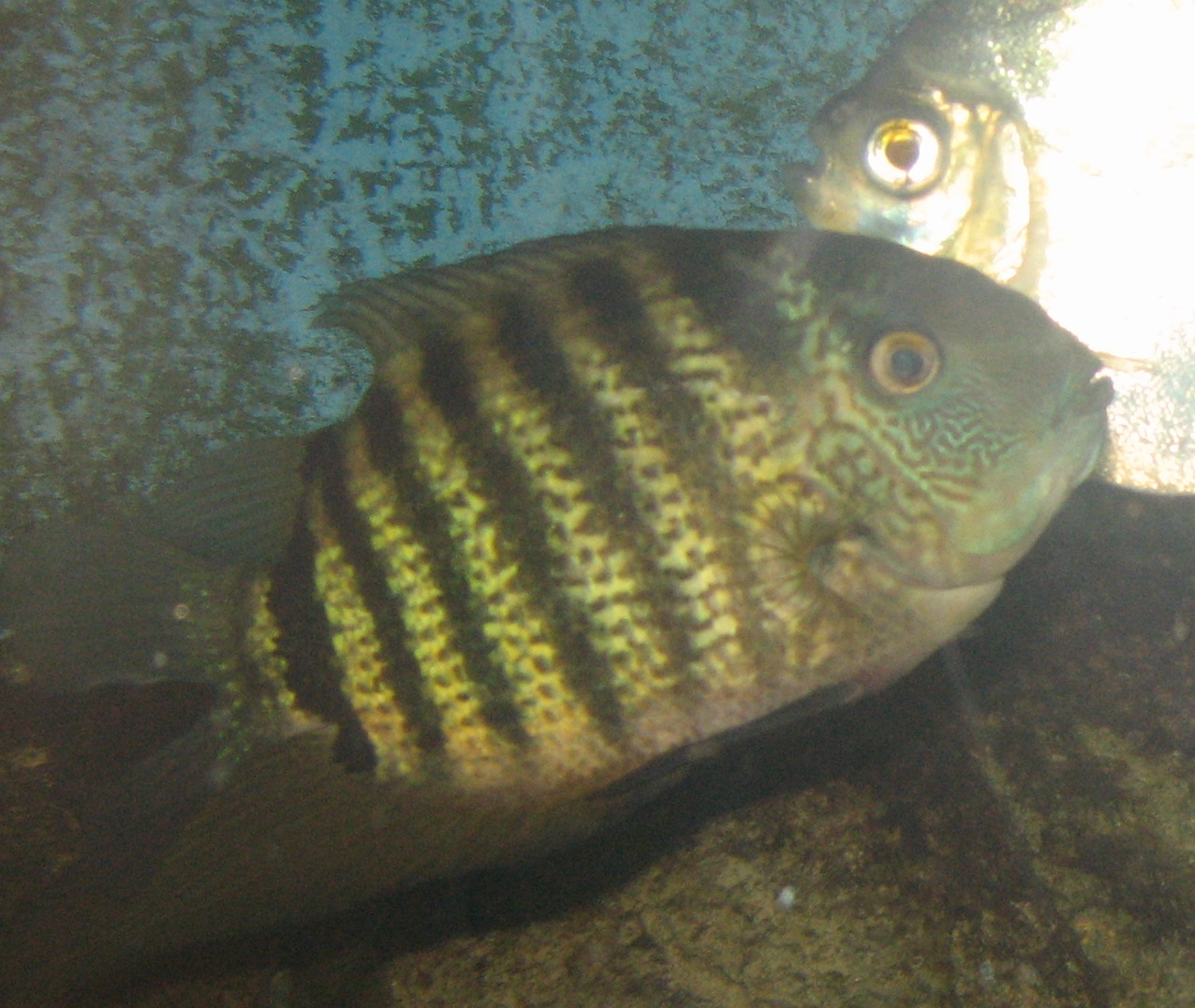
그린 세베럼